# بلیتز
|  |  |  |
|  |  |  |

بلیتز (به آلمانی: Blitz) عملیات و بمباران هوایی بریتانیا در خلال جنگ جهانی دوم از سوی لوفت‌وافه، نیروی هوایی آلمان بود. در این عملیات راهبردی، لندن و نقاط دیگر بریتانیا ۵۷ شب پی‌درپی از سوی لوفت‌وافه مورد تهاجم هوایی و بمباران قرار گرفت. در این تهاجم بیش از دو میلیون خانه آسیب‌دیده یا تخریب شدند و بیش از ۴۰٫۰۰۰ نفر جان خود را از دست دادند.
بمباران به اهداف خود که مجبور کردن بریتانیا به تسلیم و وارد کردن ضربه جدی به اقتصاد نظامی بریتانیا بود نرسید. هشت ماه بمباران هرگز جلوی تولیدات بریتانیا را نگرفت، و صنایع جنگی به فعالیت و گسترش ادامه دادند.
بلیتز اجرای عملیات شیر دریایی برای اشغال بریتانیا توسط آلمان را تسهیل نکرد. تا مه ۱۹۴۱ بریتانیا خطر اشغال را از سر گذرانده و توجه هیتلر به عملیات بارباروسا در شرق معطوف شد. بلیتز در قیاس با بمباران آلمان توسط متفقین تلفات نسبتاً کمی بر جای گذاشت؛ فقط در یک مورد بمباران هامبورگ توسط بریتانیا حدود ۴۲۰۰۰ تلفات غیرنظامی جان باختند.